# Potentilla karakoramica
Potentilla karakoramica är en rosväxtart som beskrevs av Sojak. Potentilla karakoramica ingår i Fingerörtssläktet som ingår i familjen rosväxter. Inga underarter finns listade i Catalogue of Life.